# Photometrische Größen und Einheiten
Photometrische Größen und Einheiten beschreiben sichtbares Licht entsprechend der physiologischen Helligkeitsempfindung des menschlichen Auges. Damit unterscheidet sich die Photometrie von der Radiometrie, die elektromagnetische Strahlung allein nach ihrer physikalischen Leistung oder Energie, also unabhängig von der Physiologie, bewertet. Ist eine radiometrische Größe gegeben, kann die entsprechende photometrische Größe ermittelt werden, indem die radiometrische Größe Wellenlänge für Wellenlänge mit der Hellempfindlichkeitskurve des menschlichen Auges gewichtet wird.

## Lichtstrom
Der Lichtstrom {\displaystyle \Phi _{\mathrm {v} }} gibt an, wie viel sichtbares Licht pro Zeitspanne eine Lichtquelle abgibt bzw. ein beleuchtetes Objekt empfängt.
Er entspricht der Strahlungsleistung (Strahlungsfluss) {\displaystyle \Phi _{\mathrm {e} }} der elektromagnetischen Strahlung (gemessen in Watt), gewichtet mit der Empfindlichkeit des menschlichen Auges. Diese Lichtempfindlichkeit ist stark von der Wellenlänge {\displaystyle \lambda } der Strahlung abhängig; sie hat bei grünem Licht von λ = 555 nm ihr Maximum. Der Umrechnungsfaktor von Strahlungsleistung in Lichtstrom ist das photometrische Strahlungsäquivalent {\displaystyle K(\lambda )}. Der Lichtstrom ergibt sich aus der Strahlungsleistung gemäß
| {\displaystyle \Phi _{\mathrm {v} }} | {\displaystyle =} | {\displaystyle \int K(\lambda )\ {\frac {\mathrm {d} \Phi _{\mathrm {e} }(\lambda )}{\mathrm {d} \lambda }}\ \mathrm {d} \lambda } |  | (allgemein),                                              |
|                                      | {\displaystyle =} | {\displaystyle K(\lambda )\cdot \Phi _{\mathrm {e} }}                                                                              |  | (für monochromatisches Licht, also nur eine Wellenlänge). |
Für den Lichtstrom wird im internationalen Einheitensystem (SI) eine eigene Maßeinheit verwendet, das Lumen (lm) und nicht das Watt, um zu verdeutlichen, dass es sich hier nicht um eine objektive, physikalische, sondern um eine empirische, photobiologische Größe handelt.

## Lichtstärke
Die Lichtstärke {\displaystyle I_{\mathrm {v} }} beschreibt den Lichtstrom, der von der gesamten Lichtquelle in eine bestimmte Richtung abgegeben wird. Sie ist definiert als Lichtstrom pro Element des Raumwinkels {\displaystyle \Omega }
| {\displaystyle I_{\mathrm {v} }} | {\displaystyle =} | {\displaystyle {\frac {\mathrm {d} \Phi _{\mathrm {v} }}{\mathrm {d} \Omega }}} |  | (allgemein),                                           |
|                                  | {\displaystyle =} | {\displaystyle {\frac {\Phi _{\mathrm {v} }}{\Omega }}}                         |  | (bei gleichmäßiger Abstrahlung in einen Raumwinkel Ω). |
Sie wird in der SI-Einheit Candela (1 cd = 1 lm/sr) angegeben. Eine Lichtquelle, die den Lichtstrom {\displaystyle \Phi _{\mathrm {v} }=1\,\mathrm {lm} } isotrop abstrahlt, also gleichmäßig in den vollen Raumwinkel {\displaystyle \Omega =4\pi \,\mathrm {sr} }, hat demnach eine Lichtstärke von {\displaystyle I_{\mathrm {v} }={\tfrac {1}{4\pi }}\,\mathrm {cd} }. Wenn der Lichtstrom in einem kleineren Raumwinkel gebündelt ist, beispielsweise bei einem Scheinwerfer, ist die Lichtstärke in diese Richtung entsprechend größer.

## Beleuchtungsstärke
Die Beleuchtungsstärke {\displaystyle E_{\mathrm {v} }} ist eine empfängerseitige Größe. Sie beschreibt die Flächendichte des Lichtstroms, der auf die beleuchtete Fläche fällt – beispielsweise die Ausleuchtung eines Arbeitsplatzes oder einer Kinoleinwand. Sie ist definiert als Lichtstrom durch Flächenelement {\displaystyle A} auf der Empfängerseite:
| {\displaystyle E_{\mathrm {v} }} | {\displaystyle =} | {\displaystyle {\frac {\mathrm {d} \Phi _{\mathrm {v} }}{\mathrm {d} A}}} |  | (allgemein),                                                                |
|                                  | {\displaystyle =} | {\displaystyle {\frac {\Phi _{\mathrm {v} }}{A}}}                         |  | (bei gleichmäßiger Verteilung des Lichtstroms über die beleuchtete Fläche). |
Daraus folgt das photometrische Entfernungsgesetz, nach dem die Beleuchtungsstärke mit dem Quadrat des Abstands von der Lichtquelle abnimmt:
| {\displaystyle E_{\mathrm {v} }} | {\displaystyle =} | {\displaystyle {\frac {I_{\mathrm {v} }}{r^{2}}}} |  | (wenn das Licht senkrecht auf die beleuchtete Fläche trifft). |
Die Beleuchtungsstärke wird in der SI-Einheit Lux (1 lx = 1 lm/m2) angegeben.

## Spezifische Lichtausstrahlung
Die spezifische Lichtausstrahlung {\displaystyle M_{\mathrm {v} }} ist die Flächendichte des Lichtstroms auf Seite des Senders. Sie macht eine Aussage darüber, welcher Lichtstrom von einem gegebenen Teil der Lichtquellenfläche in alle Richtungen abgestrahlt wird:
| {\displaystyle M_{\mathrm {v} }} | {\displaystyle =} | {\displaystyle {\frac {\mathrm {d} \Phi _{\mathrm {v} }}{\mathrm {d} A}}} |  | (allgemein),                                                                    |
|                                  | {\displaystyle =} | {\displaystyle {\frac {\Phi _{\mathrm {v} }}{A}}}                         |  | (bei gleichmäßiger Abstrahlung des Lichtstroms von der Fläche der Lichtquelle). |
Sie wird, wie die Beleuchtungsstärke, in der SI-Einheit lm/m2 angegeben.  Der Name „Lux“ darf in diesem Zusammenhang nicht verwendet werden.

## Leuchtdichte
Die Definition der Leuchtdichte {\displaystyle L_{\mathrm {v} }} entspricht im Wesentlichen jener der Lichtstärke. Während die in eine bestimmte Richtung gerichtete Lichtstärke jedoch alle von der Lichtquelle in diese Richtung gesandten Lichtstrahlen umfasst, berücksichtigt die Leuchtdichte nur die von einem bestimmten Flächenelement in diese Richtung ausgesandten Strahlen.
Die Leuchtdichte {\displaystyle L_{\mathrm {v} }} ist definiert als der Quotient aus dem durch die Fläche {\displaystyle A} in der Richtung {\displaystyle \varepsilon } tretenden (oder auftreffenden) Lichtstrom {\displaystyle \Phi _{\mathrm {v} }} und dem Produkt aus dem durchstrahlten Raumwinkel {\displaystyle \Omega } und der Projektion {\displaystyle A\cdot \cos \varepsilon } der Fläche auf eine Ebene senkrecht zur Ausstrahlrichtung:
| {\displaystyle L_{\mathrm {v} }} | {\displaystyle =} | {\displaystyle {\frac {\mathrm {d} I_{\mathrm {v} }}{\mathrm {d} A\cos \varepsilon }}={\frac {\mathrm {d^{2}} \Phi _{\mathrm {v} }}{\mathrm {d} A\cos \varepsilon \cdot \mathrm {d} \Omega }}} |  | (allgemein),                                                                        |
|                                  | {\displaystyle =} | {\displaystyle {\frac {I_{\mathrm {v} }}{A\cos \varepsilon }}={\frac {\Phi _{\mathrm {v} }}{A\cos \varepsilon \cdot \Omega }}}                                                                 |  | (bei gleichmäßiger Abstrahlung von der Fläche der Lichtquelle in einen Raumwinkel). |
Für einen diffusen Strahler (Lambert-Strahler) ist die Leuchtdichte in alle Richtungen gleich. Bei Abstrahlung in den gesamten Halbraum gilt dann: {\displaystyle M_{\mathrm {v} }=\pi L_{\mathrm {v} }}.
Die Leuchtdichte bestimmt den Helligkeitseindruck, den das Auge von der betrachteten Fläche gewinnt. Eine sehr kleine, nahezu punktförmige Lichtquelle erscheint „gleißender“ als eine flächige Lichtquelle, die denselben Lichtstrom abgibt.
Ebenso wie die Lichtstärke bleibt auch die Leuchtdichte auf dem Weg vom Sender zum Empfänger konstant. Ist also die von Punkt A in Richtung Punkt B ausgesandte Leuchtdichte bekannt, dann kennt man damit auch die bei B aus Richtung von A eintreffende Leuchtdichte. Für Details hierzu siehe die Erläuterungen zum photometrischen Grundgesetz.
Die SI-Einheit der Leuchtdichte ist cd/m2.

## Lichtmenge
Die Lichtmenge {\displaystyle Q_{\mathrm {v} }} ist die mit der Hellempfindlichkeitskurve gewichtete elektromagnetische Strahlungsenergie {\displaystyle Q_{\mathrm {e} }}, die in einem bestimmten Zeitraum von einer Lichtquelle abgegeben bzw. von einem Objekt aufgenommen wurde. Sie ist daher gleich dem  Lichtstrom {\displaystyle \Phi _{\mathrm {v} }} aufsummiert (integriert) über das betrachtete Zeitintervall {\displaystyle \Delta t}:
| {\displaystyle Q_{\mathrm {v} }} | {\displaystyle =} | {\displaystyle \int _{\Delta t}\Phi _{\mathrm {v} }\cdot \mathrm {d} t} |  | (allgemein),                          |
|                                  | {\displaystyle =} | {\displaystyle \Phi _{\mathrm {v} }\cdot \Delta t}                      |  | (bei zeitlich konstantem Lichtstrom). |
Die Lichtmenge wird in der SI-Einheit Lumensekunde (lm·s) angegeben.

## Belichtung
Die Belichtung {\displaystyle H_{\mathrm {v} }} beschreibt die Flächendichte der gesamten Lichtmenge, die während einer gegebenen Beleuchtungsdauer (oder: Belichtungszeit) auf die beleuchtete Fläche gefallen ist. Sie ist beispielsweise ausschlaggebend dafür, wie stark ein photographischer Film an der belichteten Stelle geschwärzt wird: Eine halbierte Beleuchtungsstärke kann durch Verdoppelung der Belichtungszeit ausgeglichen werden.
Die Belichtung {\displaystyle H_{\mathrm {v} }} ist definiert als das Produkt aus der Beleuchtungsstärke {\displaystyle E_{\mathrm {v} }} und der Dauer {\displaystyle \Delta t} des Beleuchtungsvorgangs:
| {\displaystyle H_{\mathrm {v} }} | {\displaystyle =} | {\displaystyle \int _{\Delta t}{\frac {\mathrm {d} \Phi _{\mathrm {v} }}{\mathrm {d} A}}\cdot \mathrm {d} t=\int _{\Delta t}E_{\mathrm {v} }\cdot \mathrm {d} t} |  | (allgemein),                                 |
|                                  | {\displaystyle =} | {\displaystyle E_{\mathrm {v} }\cdot \Delta t} |  | (bei zeitlich konstanter Beleuchtung),       |
|                                  | {\displaystyle =} | {\displaystyle {\frac {Q_{\mathrm {v} }}{A}}} |  | (bei gleichmäßiger Belichtung der Fläche A). |
Sie wird in der SI-Einheit Luxsekunde (lx·s) angegeben.

## Zusammenhang mit radiometrischen Größen
Die folgende Tabelle stellt die radiometrischen Größen und die entsprechenden photometrischen Größen gegenüber:
| radiometrische Größe                                                | Symbol a)                            | SI-Einheit | Beschreibung                                                    | photometrische Entsprechung b)                  | Symbol                               | SI-Einheit           |
| Strahlungsfluss Strahlungsleistung, radiant flux, radiant power     | {\displaystyle \Phi _{\mathrm {e} }} | W (Watt)   | Strahlungsenergie durch Zeit                                    | Lichtstrom luminous flux                        | {\displaystyle \Phi _{\mathrm {v} }} | lm (Lumen)           |
| Strahlstärke Strahlungsstärke, radiant intensity                    | {\displaystyle I_{\mathrm {e} }}     | W/sr       | Strahlungsfluss durch Raumwinkel                                | Lichtstärke luminous intensity                  | {\displaystyle I_{\mathrm {v} }}     | cd = lm/sr (Candela) |
| Bestrahlungsstärke irradiance                                       | {\displaystyle E_{\mathrm {e} }}     | W/m2       | Strahlungsfluss durch Empfängerfläche                           | Beleuchtungsstärke illuminance                  | {\displaystyle E_{\mathrm {v} }}     | lx = lm/m2 (Lux)     |
| Spezifische Ausstrahlung Ausstrahlungsstromdichte, radiant exitance | {\displaystyle M_{\mathrm {e} }}     | W/m2       | Strahlungsfluss durch Senderfläche                              | Spezifische Lichtausstrahlung luminous exitance | {\displaystyle M_{\mathrm {v} }}     | lm/m2                |
| Strahldichte Strahlungsdichte, Radianz, radiance                    | {\displaystyle L_{\mathrm {e} }}     | W/(m2sr)   | Strahlstärke durch effektive Senderfläche                       | Leuchtdichte luminance                          | {\displaystyle L_{\mathrm {v} }}     | cd/m2                |
| Strahlungsenergie Strahlungsmenge, radiant energy                   | {\displaystyle Q_{\mathrm {e} }}     | J (Joule)  | durch Strahlung übertragene Energie                             | Lichtmenge luminous energy                      | {\displaystyle Q_{\mathrm {v} }}     | lm·s                 |
| Bestrahlung Einstrahlung, radiant exposure                          | {\displaystyle H_{\mathrm {e} }}     | J/m2       | Strahlungsenergie durch Empfängerfläche                         | Belichtung luminous exposure                    | {\displaystyle H_{\mathrm {v} }}     | lx·s                 |
| Strahlungsausbeute radiant efficiency                               | {\displaystyle \eta _{\mathrm {e} }} | 1          | Strahlungsfluss durch aufgenommene (meist elektrische) Leistung | Lichtausbeute (overall) luminous efficacy       | {\displaystyle \eta _{\mathrm {v} }} | lm/W                 |

## Weitere Größen
Weitere in der Photometrie benutzte Größen sind
- Hellempfindlichkeit, dimensionslos, die  V(λ)-Kurve
- Farbtemperatur, gemessen in Kelvin